# Bregenzer Ache

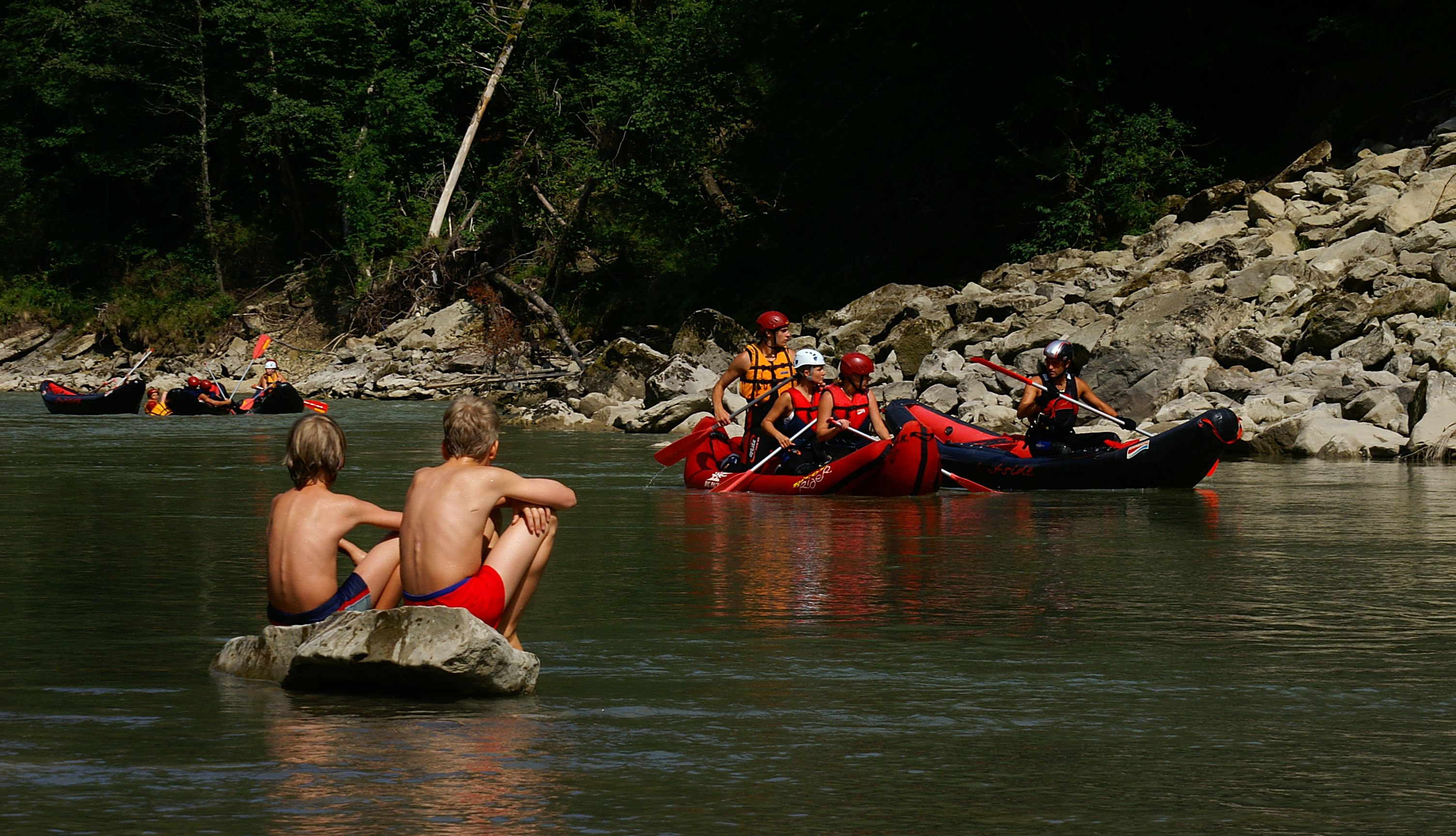
Bregenzer Ache

Bregenzer Ache sau "Bregenzer Ach" este un afluent al Rinului situat în Austria. Râul are izvorul la altitudinea de 2.400 m sub muntele Mohnenfluh la Schröcken, (Vorarlberg). Bregenzer Ache după ce a parcurs 80 km, se în lacul Constanța la Bregenz.

Afluenți
Weißach, Rotach, Rickenbach
Localități traversate
Bregenz